# Estação Ferroviária de Pedrouços

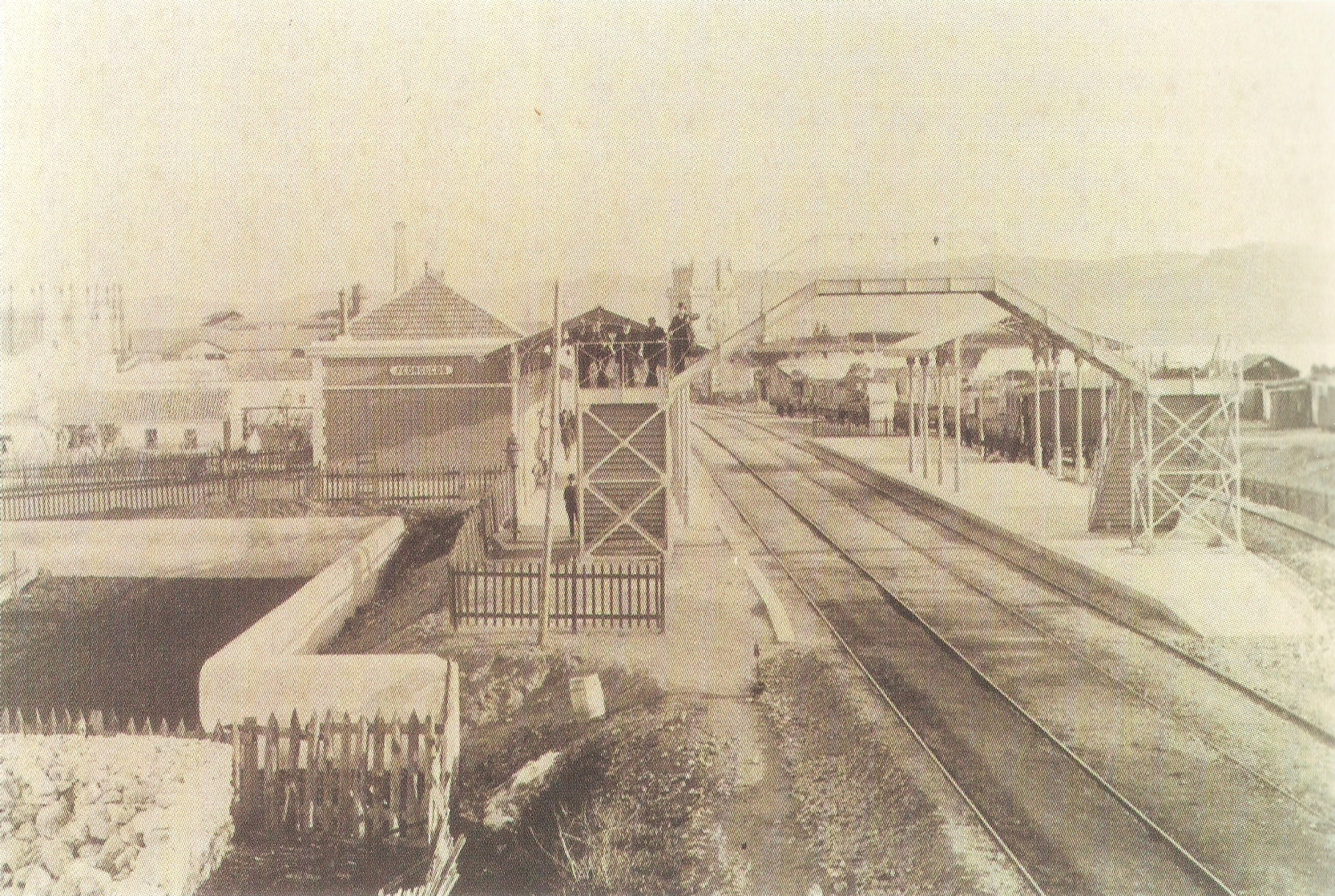
Fotografia antiga da Estação de Pedrouços

A Estação Ferroviária de Pedrouços foi uma interface da Linha de Cascais, que servia a zona de Pedrouços, no município de Lisboa, em Portugal.

## História
Foi inaugurada em 30 de Setembro de 1889, tendo sido a estação terminal provisória da Linha de Cascais até à abertura do lanço até Alcântara-Mar, em 6 de Dezembro de 1890. Foi posteriormente encerrada e substituída pelo Apeadeiro de Pedrouços (que seria por sua vez eliminado em 2010).